# Homonoea albosignata
Homonoea albosignata là một loài bọ cánh cứng trong họ Cerambycidae.